# Buhund norueguês
O buhund norueguês[Nota], conhecido como pastor norueguês, é um cão oriundo da Noruega e um animal de fazenda há séculos. Apesar de ser uma raça antiga, não era muito popular até a década de 1920, quando um oficial do governo se esforçou para salvá-la. Como aparentemente não sofre com o calor, começou a se popularizar no Reino Unido e principalmente na Austrália. De personalidade descrita como serena, afetuosa, ativa e tranquila, é um canino de adestramento classificado como moderado, bom como cão de guarda e de companhia para donos mais experientes.